# Liste der olympischen Medaillengewinner aus Montenegro
Das Crnogorski olimpijski komitet wurde 2006 gegründet und 2007 vom Internationalen Olympischen Komitee aufgenommen. Zuvor waren die montenegrinischen Sportler Teil der Mannschaften Jugoslawiens bzw. von Serbien und Montenegro.

## Medaillenbilanz
Bislang konnten 14 montenegrinische Sportlerinnen als Mitglieder der Frauen-Handballnationalmannschaft eine olympische Medaille erringen (1 × Silber).
| Montenegro bei den Olympischen Sommerspielen                                   | Montenegro bei den Olympischen Sommerspielen | Montenegro bei den Olympischen Sommerspielen | Montenegro bei den Olympischen Sommerspielen | Montenegro bei den Olympischen Sommerspielen | Montenegro bei den Olympischen Sommerspielen |      | Montenegro bei den Olympischen Winterspielen | Montenegro bei den Olympischen Winterspielen | Montenegro bei den Olympischen Winterspielen | Montenegro bei den Olympischen Winterspielen | Montenegro bei den Olympischen Winterspielen | Montenegro bei den Olympischen Winterspielen |
| Jahr                                                                           | Gold                                         | Silber                                       | Bronze                                       | Gesamt                                       | Rang                                         | Jahr | Gold                                         | Silber                                       | Bronze                                       | Gesamt                                       | Rang                                         |                                              |
| 2008                                                                           | 0                                            | 0                                            | 0                                            | 0                                            |                                              |      | 2006                                         | –                                            | –                                            | –                                            | –                                            | –                                            |
| 2012                                                                           | 0                                            | 1                                            | 0                                            | 1                                            | 69                                           |      | 2010                                         | 0                                            | 0                                            | 0                                            | 0                                            |                                              |
| 2016                                                                           | 0                                            | 0                                            | 0                                            | 0                                            |                                              |      | 2014                                         | 0                                            | 0                                            | 0                                            | 0                                            |                                              |
| 2020                                                                           | 0                                            | 0                                            | 0                                            | 0                                            |                                              |      | 2018                                         | 0                                            | 0                                            | 0                                            | 0                                            |                                              |
| 2024                                                                           | 0                                            | 0                                            | 0                                            | 0                                            |                                              |      | 2022                                         | 0                                            | 0                                            | 0                                            | 0                                            |                                              |
| Gesamt                                                                         | 0                                            | 1                                            | 0                                            | 1                                            |                                              |      | Gesamt                                       | 0                                            | 0                                            | 0                                            | 0                                            |                                              |
| \| \| Gold \| Silber \| Bronze \| Gesamt \| \| Ges. S+W \| 0 \| 1 \| 0 \| 1 \| |                                              |                                              |                                              |                                              |                                              |      |                                              |                                              |                                              |                                              |                                              |                                              |
|                                                                                | Gold                                         | Silber                                       | Bronze                                       | Gesamt                                       |                                              |      |                                              |                                              |                                              |                                              |                                              |                                              |
| Ges. S+W                                                                       | 0                                            | 1                                            | 0                                            | 1                                            |                                              |      |                                              |                                              |                                              |                                              |                                              |                                              |

## Medaillengewinner
- Sonja Barjaktarović – Handball (0-1-0)
London 2012: Silber, Handball, Frauen
- Anđela Bulatović – Handball (0-1-0)
London 2012: Silber, Handball, Frauen
- Katarina Bulatović – Handball (0-1-0)
London 2012: Silber, Handball, Frauen
- Ana Đokić – Handball (0-1-0)
London 2012: Silber, Handball, Frauen
- Marija Jovanović – Handball (0-1-0)
London 2012: Silber, Handball, Frauen
- Milena Knežević – Handball (0-1-0)
London 2012: Silber, Handball, Frauen
- Suzana Lazović – Handball (0-1-0)
London 2012: Silber, Handball, Frauen
- Majda Mehmedović – Handball (0-1-0)
London 2012: Silber, Handball, Frauen
- Radmila Miljanić – Handball (0-1-0)
London 2012: Silber, Handball, Frauen
- Bojana Popović – Handball (0-1-0)
London 2012: Silber, Handball, Frauen
- Jovanka Radičević – Handball (0-1-0)
London 2012: Silber, Handball, Frauen
- Ana Radović – Handball (0-1-0)
London 2012: Silber, Handball, Frauen
- Maja Savić – Handball (0-1-0)
London 2012: Silber, Handball, Frauen
- Marina Vukčević – Handball (0-1-0)
London 2012: Silber, Handball, Frauen